# Щеврик блідий
Щеврик блідий (Anthus vaalensis) — вид горобцеподібних птахів родини плискових (Motacillidae).

## Поширення
Вид поширений в південній частині Африки та південній частині центральної та східної Африки. Трапляється в Анголі, Ботсвані, Малаві, Мозамбіку, Намібії, Демократичній Республіці Конго, ПАР, Есватіні, Танзанії, Замбії та Зімбабве. Середовищем його існування є напівпосушливі рівнини та луки.

## Опис
Щеврик блідий має довжину 16-18 см і вагу 23-36,6 г. Його часто плутають з щевриком-велетом, оскільки обидва види мають гладку верхню частину. Низ блідого щеврика блідіший і рум’яніший, ніж у велета. Щеврик блідий має світлі надбрівні смуги, а нижня щелепа біля основи рожева. Має дифузну плямистість на грудях, тоді як живіт і боки рудуваті та гладкі.